# Валовий національний дохід

Групи доходів Світового банку станом на 2021 рік

Валовий національний дохід, або ВНД / Gross National Income (GNI) — макроекономічний показник, який відбиває сумарну вартість товарів та послуг (у цінах реалізації), що надходять у розпорядження певної країни за певний проміжок часу (зазвичай за рік).
ВНД відрізняється від валового внутрішнього продукту на сальдо первинних доходів: сальдо (різницю між грошовими надходженнями і витратами) зовнішньоекономічних операцій, включаючи сальдо експорту та імпорту товарів і послуг, сальдо оплати праці чужоземних працівників і сальдо переведення прибутків від вивезеного за кордон капіталу:
ВНД = ВВП + Сальдо первинних доходів.
ВНД може бути меншим чи більшим за валовий внутрішній продукт залежно від знаку сальдо.
Валовий національний дохід є показником Системи національних рахунків.
До 1993 р. ВНД мав назву Валовий національний продукт.

## Таблиця
Номінальний, млн USD (топ 10).
| Місце | 2013            | 2013     | 2012            | 2012     | 2011            | 2011     | 2010            | 2010     | 2009            | 2009     | 2008            | 2008     |
| ----- | --------------- | -------- | --------------- | -------- | --------------- | -------- | --------------- | -------- | --------------- | -------- | --------------- | -------- |
| 1     | США             | 16967740 | США             | 16430393 | США             | 15783451 | США             | 15143680 | США             | 14738387 | США             | 15006629 |
| 2     | КНР             | 8905336  | КНР             | 7724734  | КНР             | 6592664  | КНР             | 5669446  | КНР             | 4808292  | Японія          | 4835553  |
| 3     | Японія          | 5875019  | Японія          | 6084013  | Японія          | 5775633  | Японія          | 5376602  | Японія          | 4797984  | КНР             | 4040756  |
| 4     | Німеччина       | 3716838  | Німеччина       | 3632843  | Німеччина       | 3653868  | Німеччина       | 3549011  | Німеччина       | 3484998  | Німеччина       | 3487319  |
| 5     | Франція         | 2789619  | Франція         | 2749106  | Франція         | 2797949  | Франція         | 2756160  | Франція         | 2742734  | Велика Британія | 2842309  |
| 6     | Велика Британія | 2508965  | Велика Британія | 2439784  | Велика Британія | 2411262  | Велика Британія | 2412708  | Велика Британія | 2561347  | Франція         | 2699777  |
| 7     | Бразилія        | 2342556  | Бразилія        | 2312072  | Італія          | 2152932  | Італія          | 2153083  | Італія          | 2141109  | Італія          | 2139807  |
| 8     | Італія          | 2058172  | Італія          | 2072306  | Бразилія        | 2107017  | Бразилія        | 1859084  | Бразилія        | 1575963  | Канада          | 1484344  |
| 9     | Росія           | 1988216  | Індія           | 1913178  | Індія           | 1769419  | Індія           | 1555615  | Іспанія         | 1473956  | Іспанія         | 1451086  |
| 10    | Індія           | 1960072  | Росія           | 1824088  | Канада          | 1609363  | Канада          | 1511464  | Канада          | 1447920  | Бразилія        | 1434287  |